# Histoire de la Marne

Histoire du département de la Marne.

## Histoire
Le département a été créé à la Révolution française, le 4 mars 1790 en application de la loi du 22 décembre 1789, à partir d'une partie de la province de Champagne.
L'idée étant que les habitants puissent rejoindre le chef-lieu et en revenir en deux jours (à cheval), le département de la Marne est créé par découpage de la Champagne en quatre départements : les Ardennes, la Marne, l'Aube et la Haute-Marne.
Le 17 février 1800 (28 pluviôse an VIII), la fonction de préfet est créée. Bourgeois de Jessaint devient le premier préfet de la Marne, et occupera ce poste pendant 38 années.

### Préhistoire

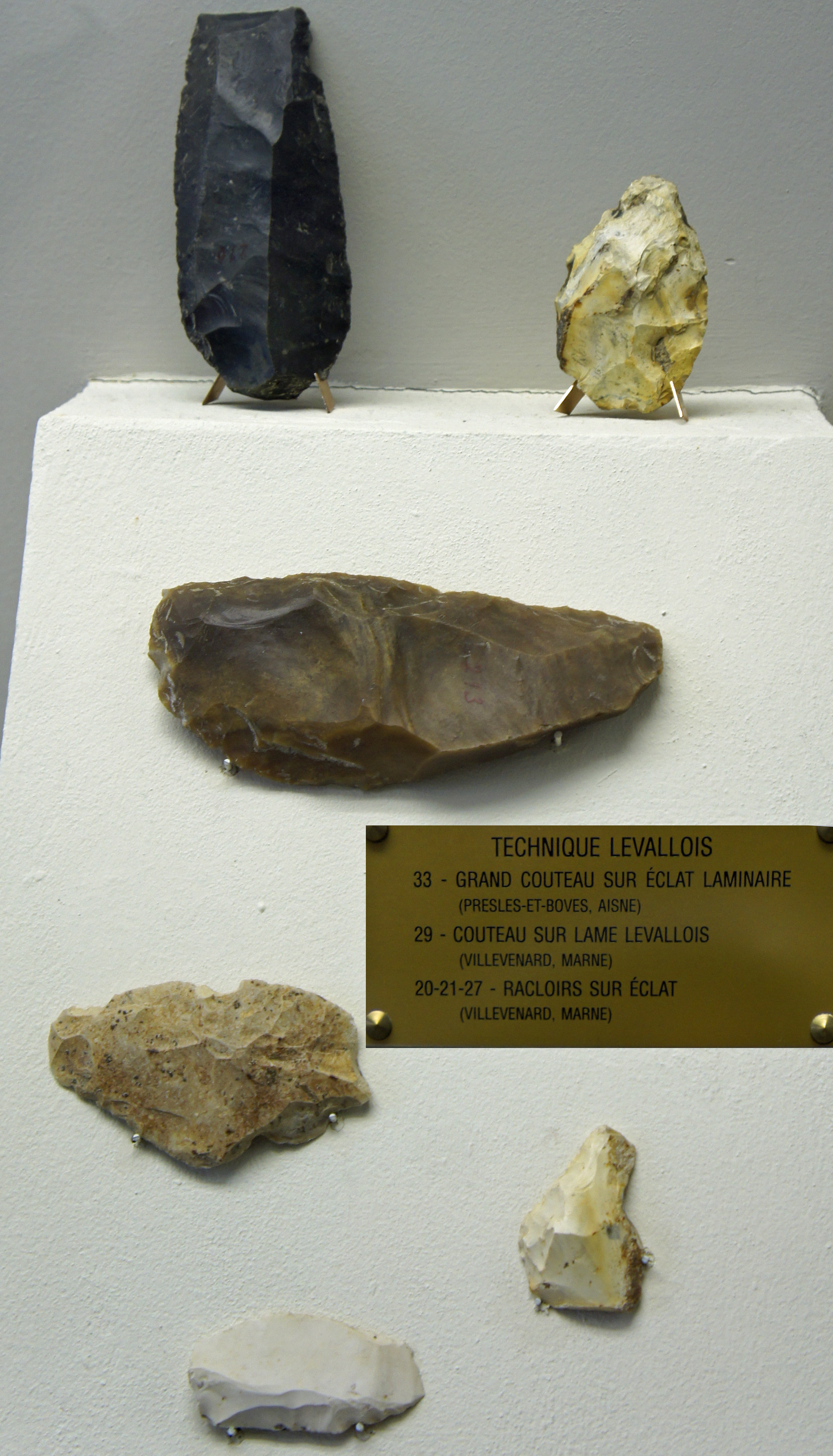
Silex taillés selon la méthode Levallois.
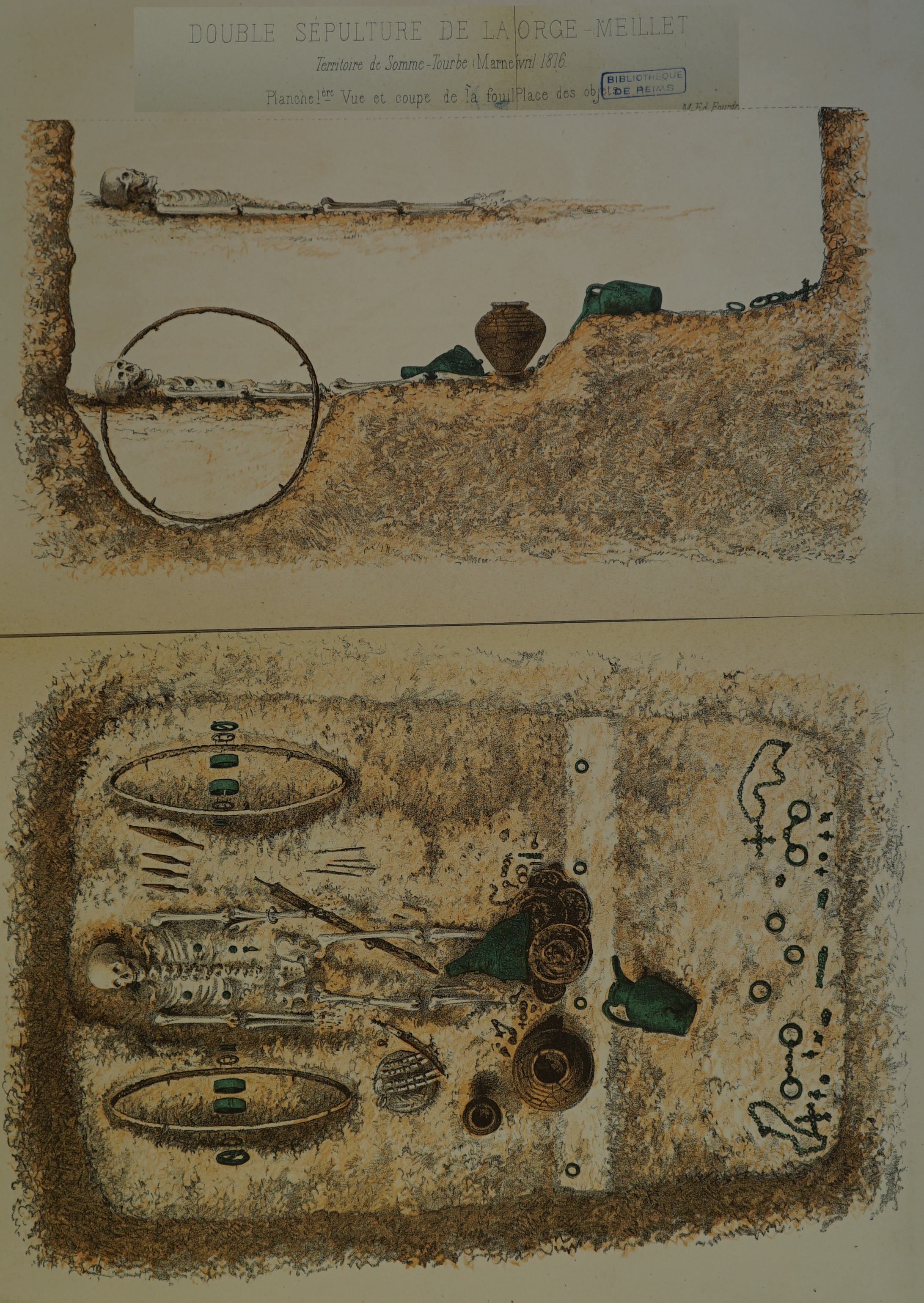
Tombe à char.

Le département était habité depuis le paléolithique, des traces ont été trouvées lors de fouilles et des hypogées dans la région du Marais de Saint-Gond, la Grotte de Saran IV, Grottes du Razet ou le Menhir de l'étang de Chénevry.
De nombreuses traces de présence de gaulois comme l'attestent les tombes à char de Somme-Tourbe ou de Châlons.

### Époque romaine

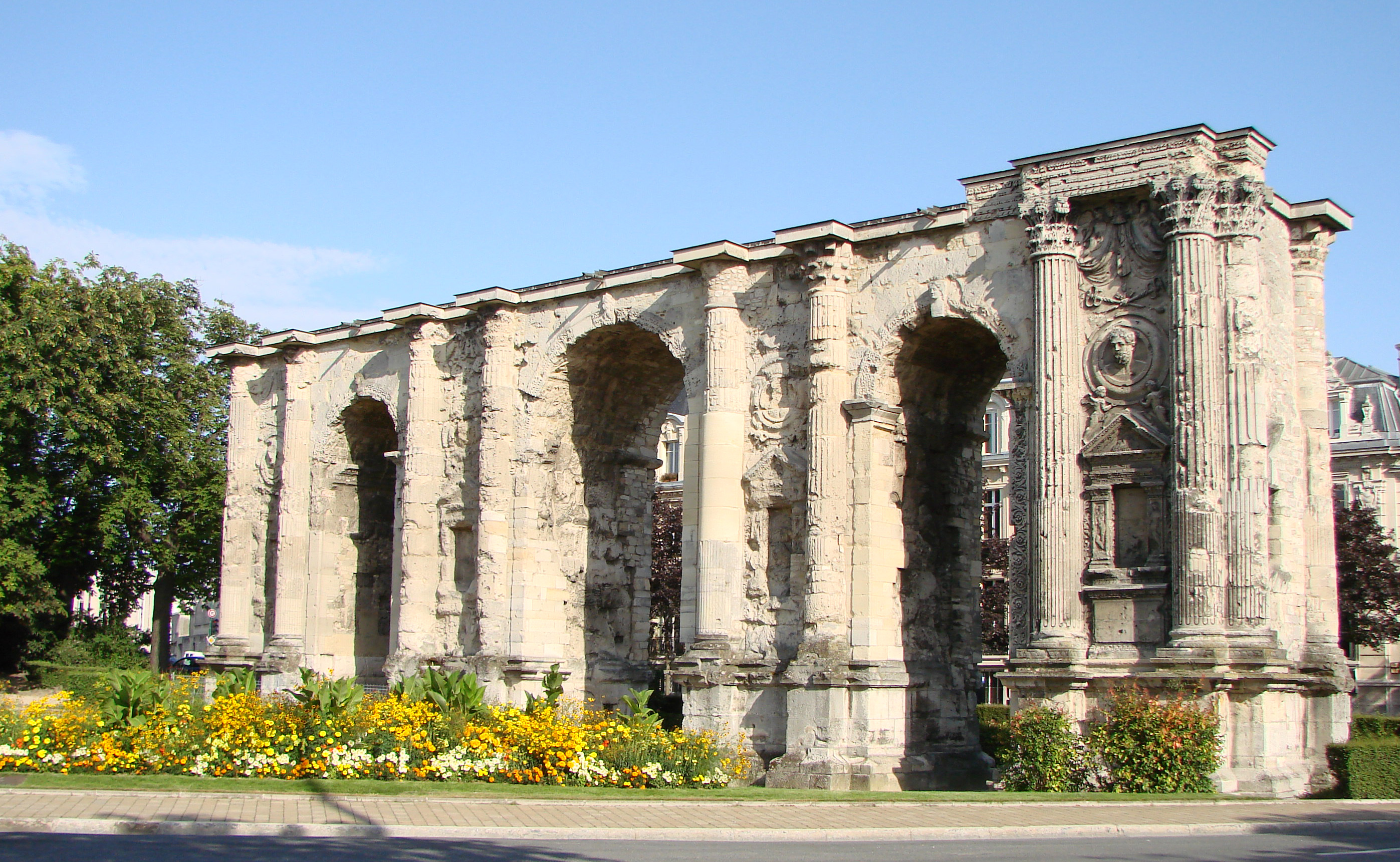
La porte de Mars de Reims, datant du IIIe siècle.

Les Romains nommèrent Belgica la province qui s'étendait des Vosges à la mer du Nord et dont Reims, appelée à l'époque Durocortorum, chef-lieu des Rèmes, était la capitale.
Jules César, dans ses Commentaires, dit d'eux « Gallorum omnium fortissimi Belgii », et Strabon ajoute « Inter istas gentes Remi sunt nobilissimi », ce qu'on peut traduire par « De tous les Gaulois, les Belges sont les plus braves, et parmi eux les Rèmes sont les plus illustres ».
Les Romains firent des Rèmes et des Catalaunes des alliés, et on ne trouve aucun signe de révolte contre la domination romaine. De nombreuses fouilles archéologiques ont été pratiquées dans le département et ont amené d'importantes découvertes en objets gallo-romains, ainsi qu'une grande connaissance des modes de vie.
C'est donc sans heurts ni persécutions que s'élevèrent des temples en l'honneur de Jupiter, de Mars et d'Apollon. Le christianisme y apparaît à son tour dès le IIIe siècle sans subir de répression.
Les barbares eux-mêmes semblent respecter ce territoire comme un terrain neutre et consacré à la paix, et lorsque Attila en menace la capitale vers le milieu du Ve siècle, on voit s'unir pour sa défense les Francs de Mérovée, les Wisigoths de Théodoric et les légions d'Aetius.

### De Clovis à Charlemagne
L'Empire romain fut remplacé sans heurts par la monarchie de Clovis. Ce territoire fit alors partie du royaume d'Austrasie, et Reims en fut même un temps la capitale.
Sous Charlemagne, l'extension des limites de l'empire fit passer ce territoire dans la Neustrie.
Mais l'autorité royale n'était que théorique ; en pratique le pouvoir était aux mains des évêques de Reims et de Châlons, qui avaient les pouvoirs d'un comte : tous deux étaient pairs de France, pouvaient réunir une armée de soixante mille vassaux, et l'évêque de Châlons pouvait battre monnaie.
La dynastie héréditaire des comtes de Champagne, fondée par Thibaut, dut se contenter de la reconnaissance de l'appartenance des deux évêchés dans le territoire de la Champagne, mais sans jamais pouvoir remettre en cause le pouvoir des évêques.

### Moyen Âge
Jeanne, unique héritière de Henri III, quatorzième comte de Champagne, épousa Philippe le Bel en 1284, ce qui rattacha la Champagne à la couronne de France.
La première attaque sur la Champagne de la guerre de Cent Ans fut dirigée par Robert Knolles et Eustache d'Auberticourt et repoussée par Henri de Poitiers, évêque de Troyes, il y eut ensuite plusieurs chevauchées entrainant des ravages et destructions mais aussi forçant des villes comme Reims à relever les murailles.
Lors des guerres de religion il y eut les mêmes divisions que dans le reste du pays. L'une des premières exactions eut lieu lors du massacre de Wassy. Reims était au parti des Guise et Chaalons à celui du roi. Elle reçut de nouveaux droits en remerciements : une chambre du Parlement de Paris, le rattachement du bailliage et du présidial et le grenier à sel de Vitry, la monnaie de Troyes.

### De la Révolution à Napoléon
La bataille de Valmy, le 20 septembre 1792, fut la première victoire de l'armée de la Révolution (même si obtenue par l'achat du duc de Brunswick). La Marne vit aussi se dérouler la Campagne de France de Napoléon en 1814.
Après la victoire des coalisés à la bataille de Waterloo (18 juin 1815), le département est occupé par les troupes autrichiennes de juin 1815 à novembre 1818 (voir occupation de la France à la fin du Premier Empire).

### Guerre de 1870
Lors de la guerre de 1870, à la suite des défaites en Alsace et Lorraine, les Allemands arrivèrent dans la Marne, où s'était retranchée l'armée française. À Passavant-en-Argonne, le 25 août 1870, quarante-neuf mobiles furent massacrés et une centaine d'autres blessés ; les témoins de ce drame parlent de « scènes sauvages » de la part des Prussiens. 
Mac-Mahon et ses troupes s'étaient repliés sur Châlons. Ils furent arrêtés à Beaumont-en-Argonne lors d'une offensive, ils se réfugièrent ensuite avec l'empereur Napoléon III sur Sedan, dans les Ardennes, où ils se rendirent le 2 septembre 1870.

### Première Guerre mondiale

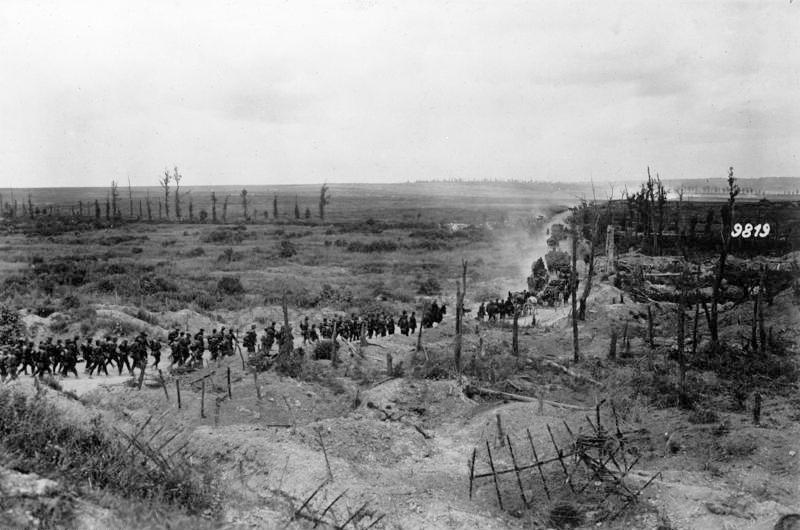
Colonne de soldats allemands entre Loivre et Brimont, en 1918.

Avant la guerre 1914-1918, les ouvrages de défense militaire établis dans le département forment avec ceux de Dijon, Langres, Laon et La Fère, une deuxième ligne de fortifications du côté nord-est de la France. Ce sont, premièrement, la place forte de Vitry-le-François et, deuxièmement, les ouvrages élevés autour de Reims et qui font de cette ville, où se croisent de nombreuses lignes de chemin de fer, un vaste camp retranché : le réduit Ronzier ou de Chenay, le fort Berlier de Metz ou de Saint-Thierry, la batterie Saint-Pol ou de Loivre, le fort Drouet ou de Brimont, la batterie Baste ou cran de Brimont, le fort Souham ou de Fresne, le fort Lowendal ou de Witry-lès-Reims, l'ouvrage Dode ou vigie de Berru, les batteries Burcy ou de Berru, le fort Kellermann et la batterie annexe ou de Nogent, le fort Herbillon ou de la Pompelle, et le fort de Ségur ou de Montbré.
Le département a vu de nombreux passages de troupes (par les routes, à voir les bornes Voie Sacrée, et par chemin de fer pour les déplacements nord-sud et est-ouest), des camps de formation (Mailly) mais surtout plusieurs batailles : première bataille de la Marne (5 - 12 septembre 1914), première bataille de Champagne (14 décembre 1914 - 17 mars 1915), seconde bataille de Champagne (25 septembre - 6 octobre 1915), troisième bataille de Champagne (17 avril - 20 mai 1917), quatrième bataille de Champagne (15 - 18 juillet 1918), deuxième bataille de la Marne (15 - 20 juillet 1918) et chemin des Dames (16 avril - 24 octobre 1917).
Séquelles de guerre
Ce conflit a laissé dans la Marne des séquelles particulièrement importantes. La superficie totale de la zone rouge ne correspondait « qu'à » un septième de la superficie totale en zone rouge en France, mais les sols étaient si dégradés et pollués que la plupart de cette zone a dû être boisée et interdite aux autres activités. Sur 24 556 hectares de zone rouge dans la Marne, seuls 2 185 pouvaient en 1921, selon le préfet de la Marne, être remis en état de culture (pour un coût estimé de 2 185 x 1 076 = 2 350 960 francs (valeur 1921). Le préfet a donc proposé le boisement pour 84 % de la zone rouge, estimant que la « remise en état de culture » ne pouvait être envisagée que pour les communes de : Cormicy, Loivre, Courcy, Berméricourt, Minaucourt, Massiges, Fontaine-en-Dormois, Gratreuil, Rouvroy, Cernay-en-Dormois, Servon, Ville-sur-Tourbe, et Vienne-le-Château. (20 833 hectares de zones à fortes séquelles, pour un coût de 20 833 x 150 = 3 124 950 francs). En 1921, 1 538 hectares devaient être conservés « en l'état actuel » ; comme vestiges de guerre et « emplacement de villages ». Cela va jusqu'à des villages qui disparaissent (sept dans la Marne) comme Perthes-lès-Hurlus.

### Seconde Guerre mondiale
- - Département de la Marne en 1939-1945

### Personnalités liées à la Marne
- Alfred Boissonnet ;
- Léon Bourgeois ;
- Nicolas Bergier ;
- Simon Dauphinot ;
- Paul Marchandeau ;
- Pierre Schneiter ;
- Henri d'Arbois de Jubainville ;
- Jean-Charles Courtalon-Delaistre ;
- Bernard Stasi.
- « Justes parmi les Nations »